# مؤسسه فناوری کالیفرنیا

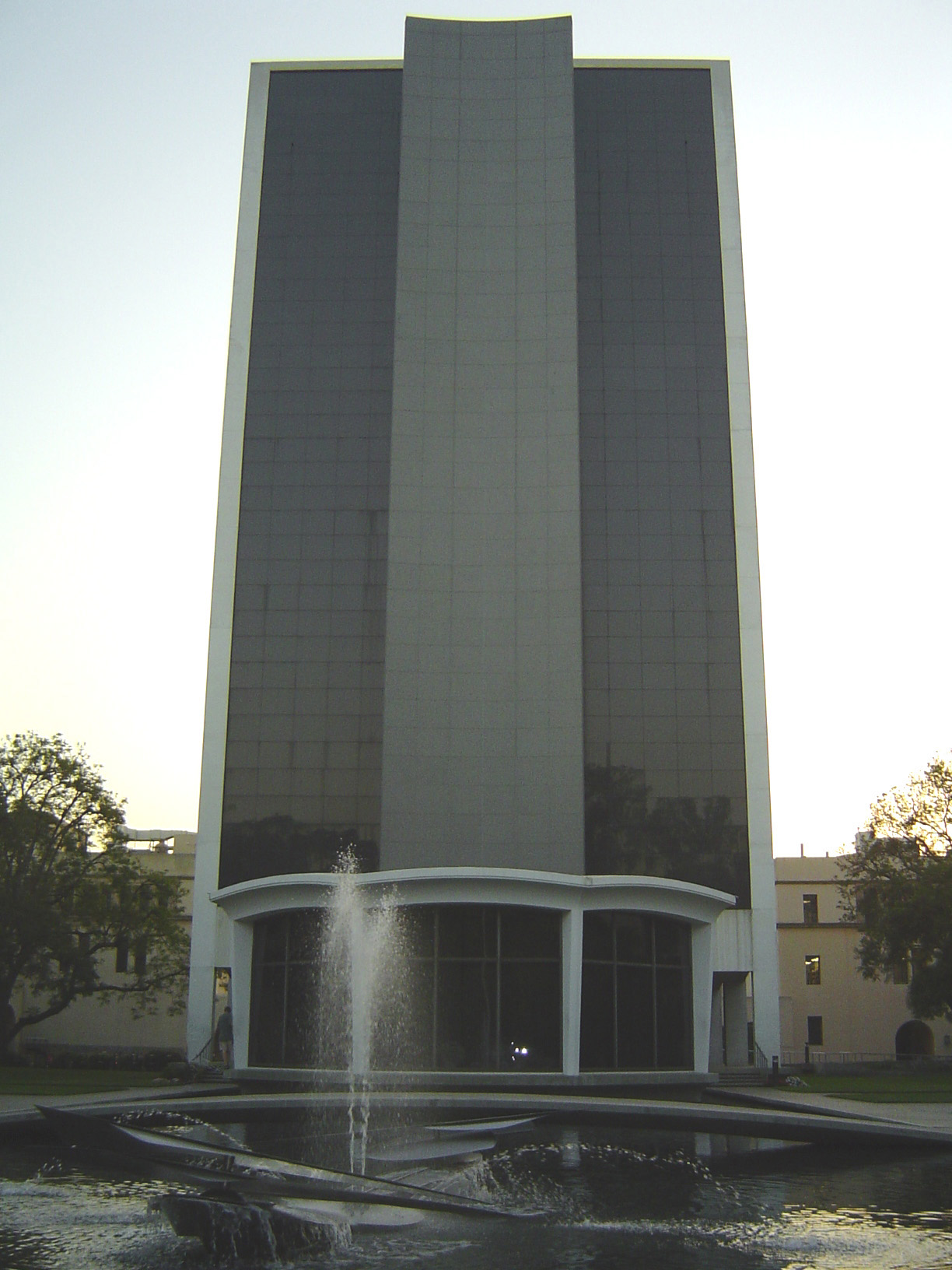
کتابخانه «میلیکان»

مؤسسهٔ فناوری کالیفرنیا (به انگلیسی: California Institute of Technology) مشهور به CalTech، یک دانشگاه تحقیقاتی خصوصی در پاسادنا واقع در ایالت کالیفرنیا آمریکا است که در سال ۱۸۹۱ میلادی بنیان‌نهاده شده‌است. آزمایشگاه پیشرانهٔ جت ناسا تحت ادارهٔ این دانشگاه می‌باشد. مؤسسهٔ فناوری کالیفرنیا همچنین فرصت‌هایی عالی برای مطالعه و اجرای موسیقی، تئاتر و هنرهای تجسمی ارائه می‌دهد؛ کلیهٔ فعالیت‌هایی که برای تحقق مأموریت مؤسسهٔ «آموزش دانشجویان برجسته برای تبدیل‌شدن به اعضای خلاق جامعه» نقش اساسی دارند.
کریستف کخ، ریچارد فاینمن، استیون ولفرم، کیپ ثورن و رابرت میلیکان از اعضای نامدار هیئت علمی این دانشگاه و کمال‌الدین جناب، مرتضی قریب و نادر انقطاع از دانش‌آموختگان ایرانی این دانشگاه هستند.
و در دنیای فیلم و سریال شخصیت والتر وایت در سریال برکینگ بد از دانش آموختگان این دانشگاه است

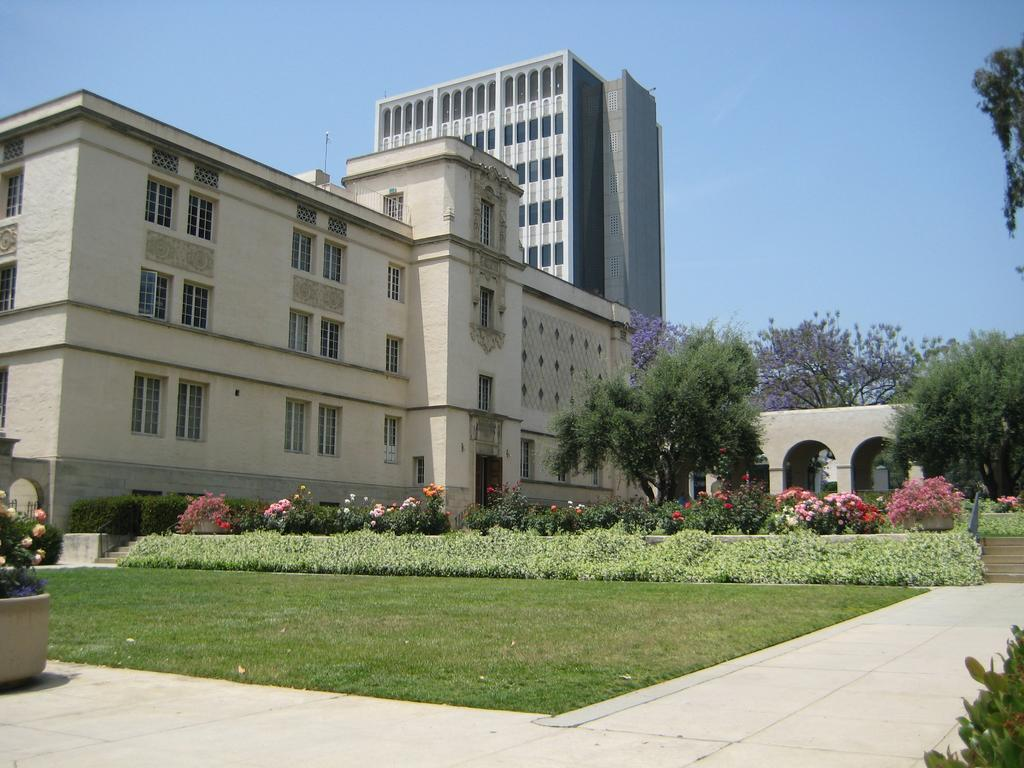
آزمایشگاه فیزیک «بریج»

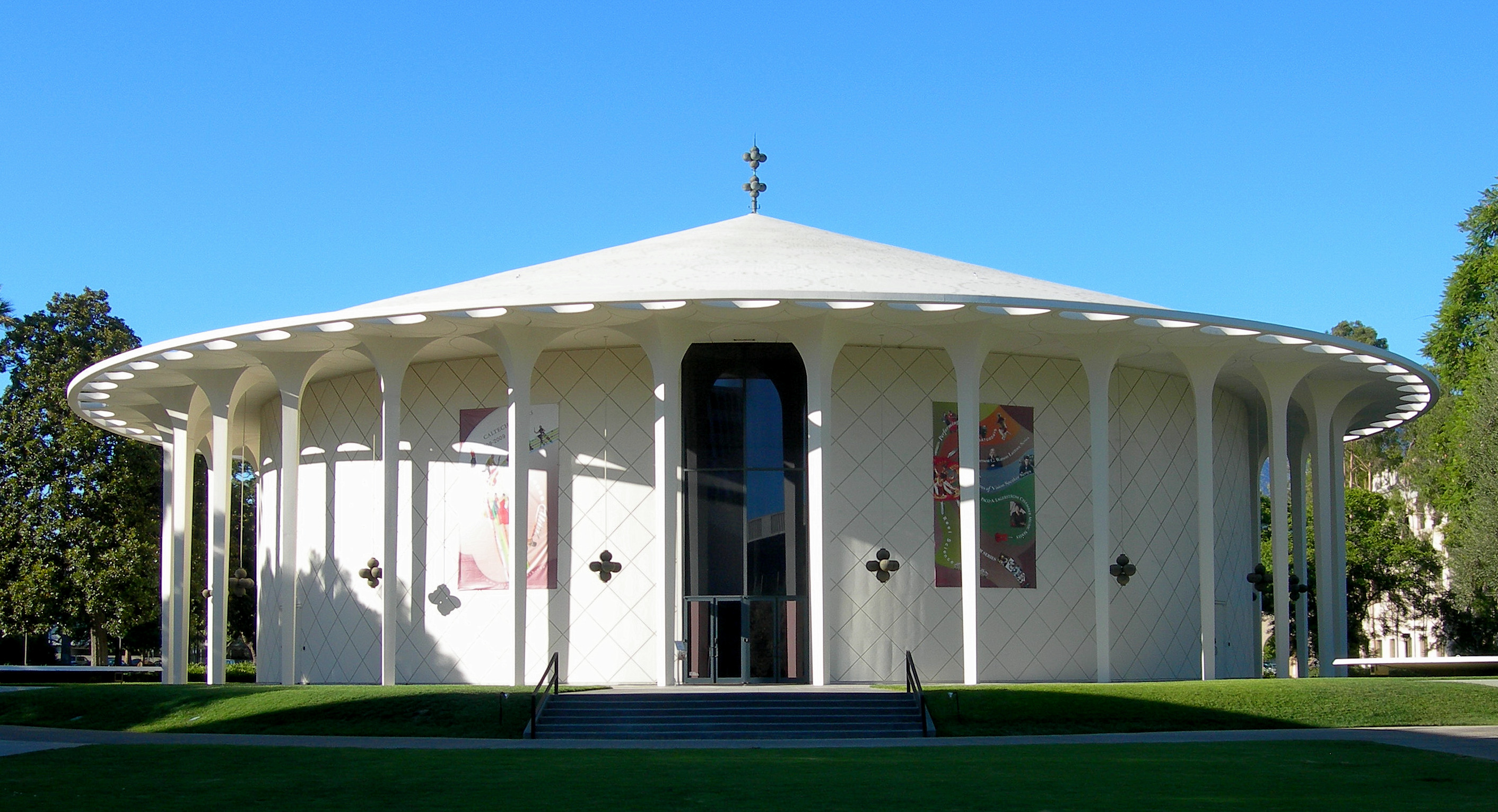
تالار بکم

## پژوهش‌ها
در ژانویهٔ ۲۰۱۳ پژوهشگران و ستاره‌شناسان مؤسسهٔ فناوری کالیفرنیا اعلام کردند که در کهکشان راه شیری به ازای هر ستاره دست‌کم یک سیاره موجود است. این مؤسسه شمار سیاره‌های فراخورشیدی را ۱۰۰ تا ۴۰۰ میلیارد عدد، برآورد کرده‌است. پژوهش بر روی سیاره‌های ستارهٔ کپلر ۳۲ نشان می‌دهد که سامانه‌های سیاره‌ای ممکن است، الگو و قاعده‌ای برای ستاره‌های کهکشان راه شیری به‌شمار بروند.

## رنکینگ
در رتبه‌بندی دانشگاهی کیواس در سال ۲۰۲۰ این دانشگاه در رتبه چهارم دانشگاه های آمریکا و پنجم دانشگاه‌های جهان قرار گرفت.همچنین براساس رتبه‌بندی مجله تایمز در سال ۲۰۲۰ این دانشگاه در رتبه دوم دانشگاه‌های جهان قرار گرفت.

## نگارخانه

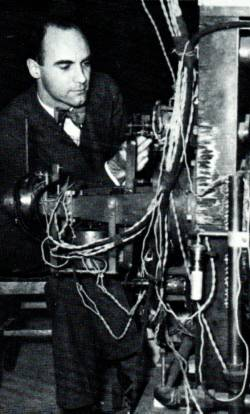
کارل دیوید آندرسون،کاشف پوزیترون و میون، برنده جایزه نوبل ، لیسانس ۱۹۲۷، دکتری تخصصی ۱۹۳۰
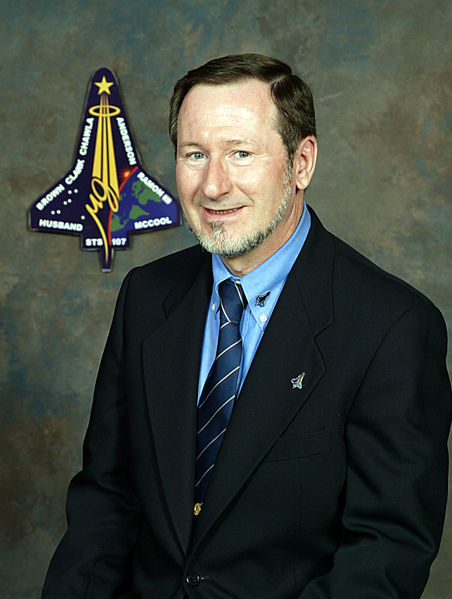
داگلاس دین اشرفت، برنده جایزه نوبل، لیسانس ۱۹۶۷
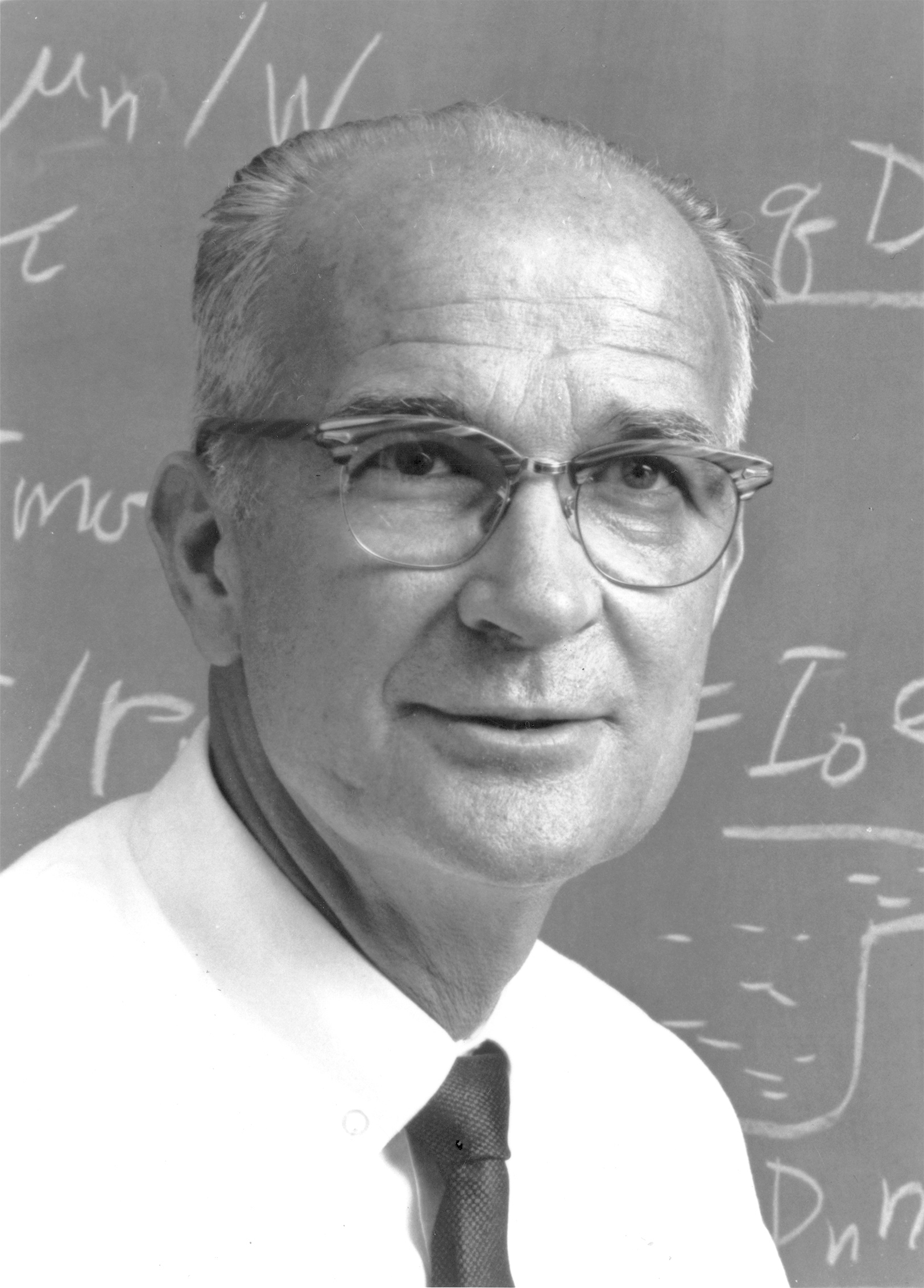
ویلیام شاکلی،دستیار مخترع حالت جامد (الکترونیک) ترانزیستور، پدر دره سیلیکون، برنده جایزه نوبل ، لیسانس ۱۹۳۲
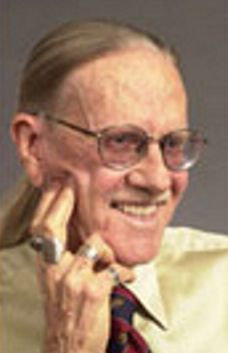
ورنون اسمیت، برنده جایزه نوبل، لیسانس ۱۹۴۹
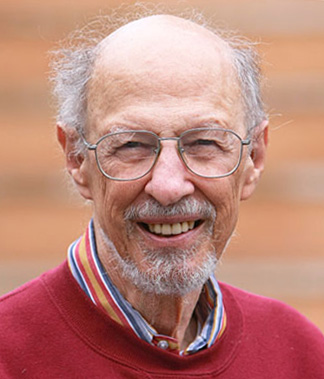
فرناندو کورباتو، برنده جایزه تورینگ ، لیسانس ۱۹۵۰
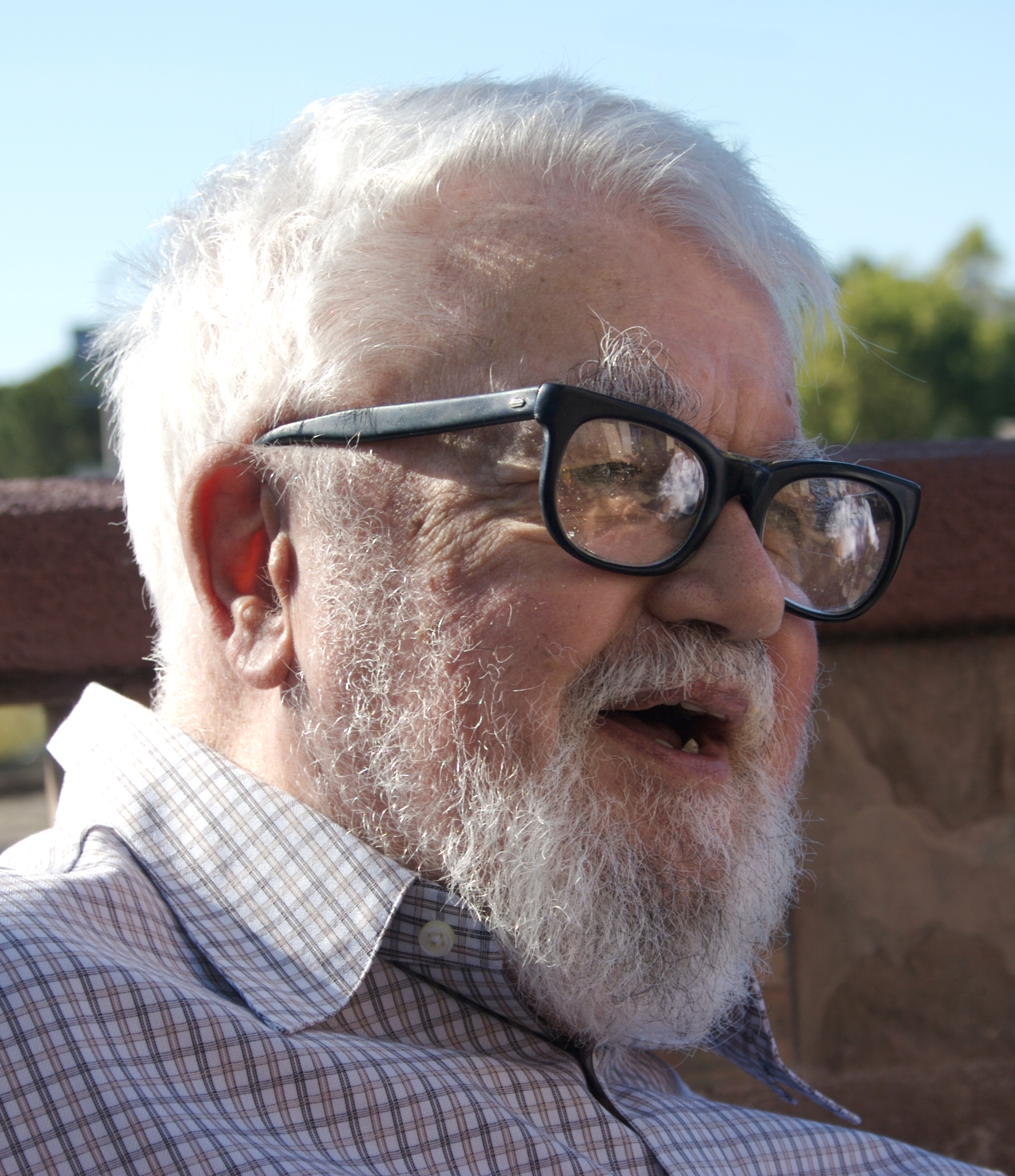
جان مک‌کارتی (دانشمند علوم رایانه‌ای)، مخترع لیسپ زبان برنامه نویسی، برنده جایزه تورینگ , لیسانس ۱۹۴۸
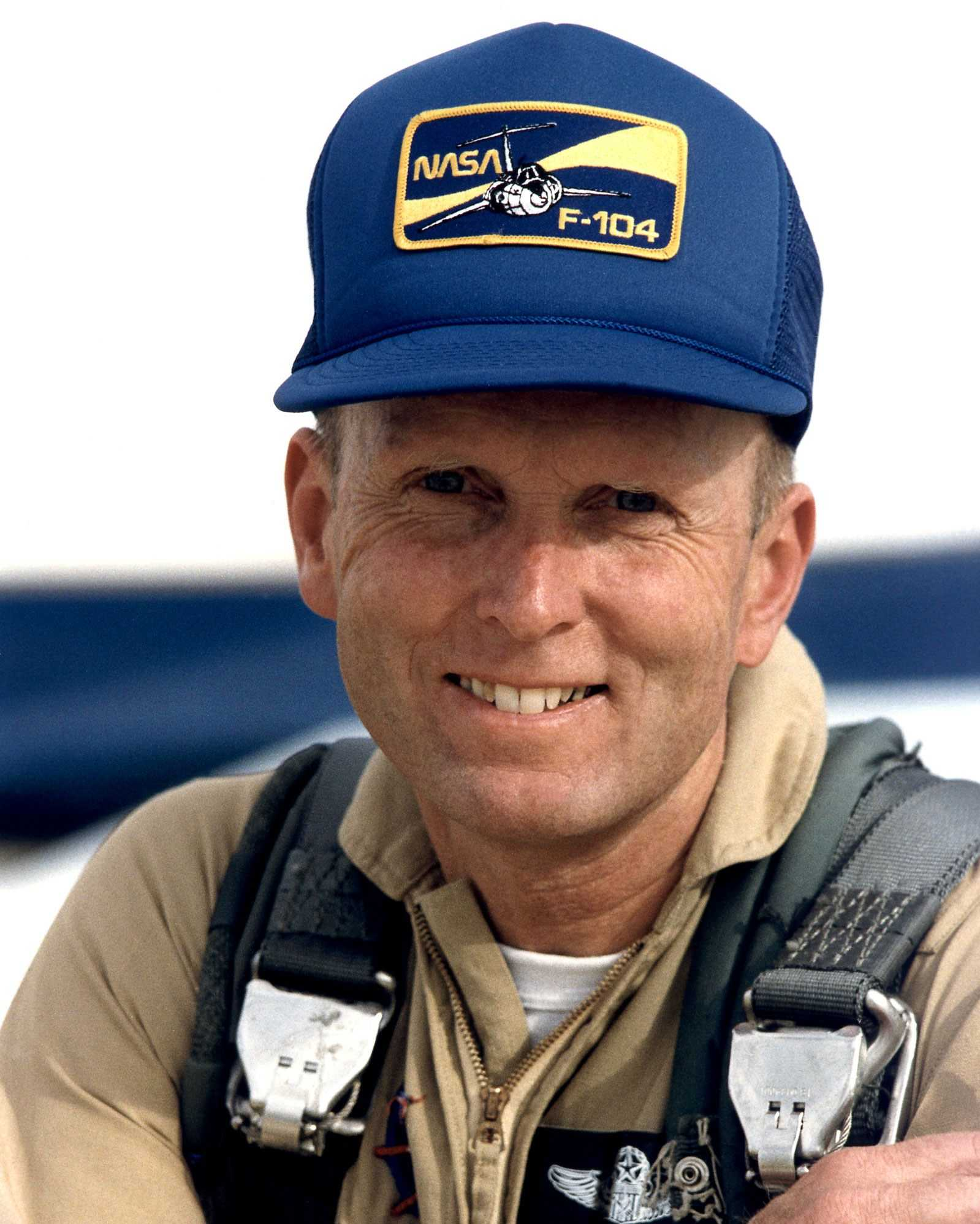
سی گوردن فولرتن، فضانورد، لیسانس ۱۹۵۷، فوق لیسانس ۱۹۵۸
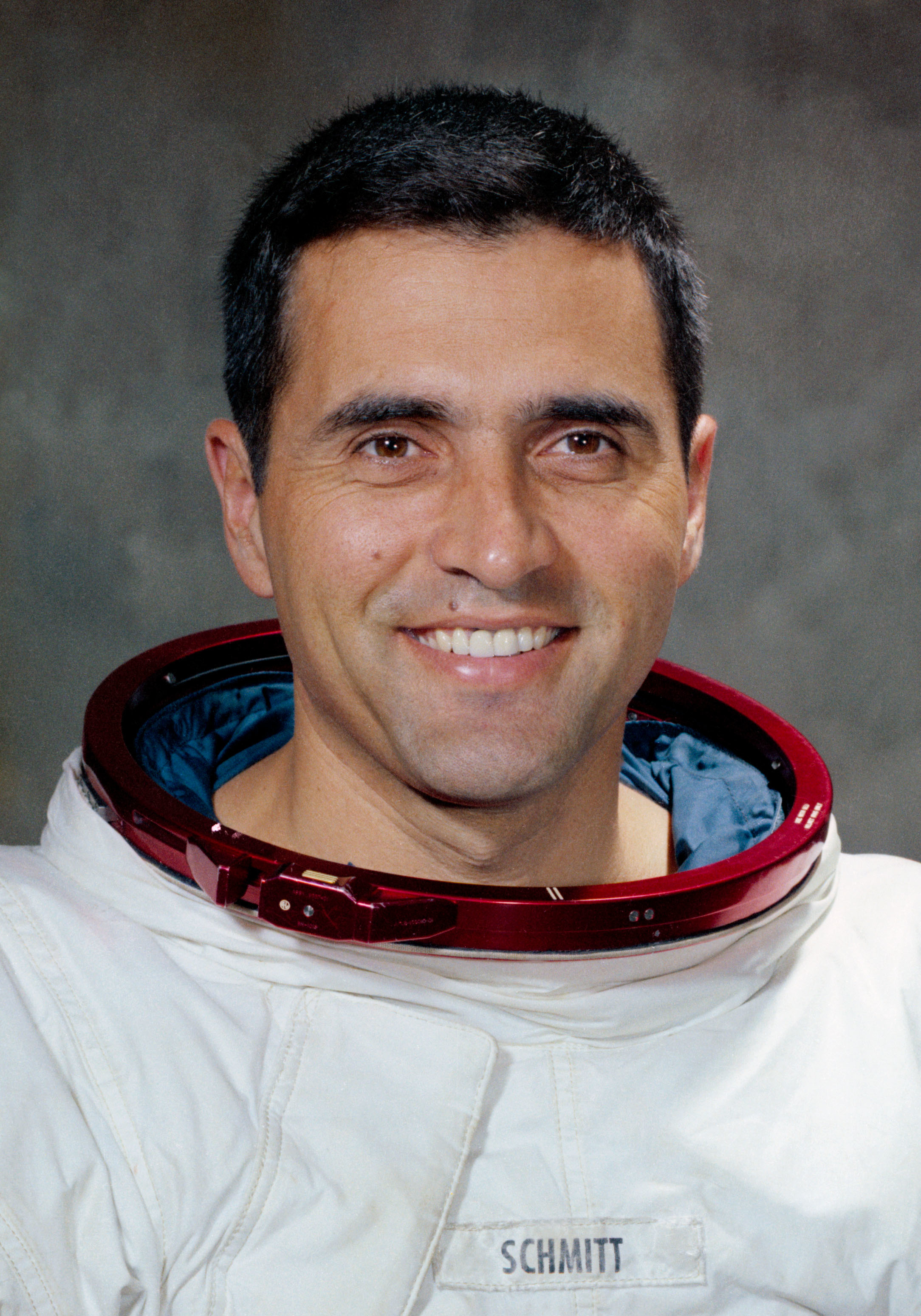
هریسون اشمیت، زمین شناس، فضانورد و نماینده مجلس سنای ایالات متحده آمریکا ، تنها زمین شناسی که روی کره ماه قدم برداشته است، لیسانس ۱۹۵۷
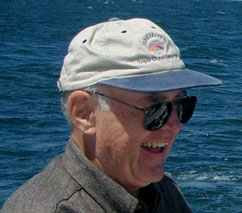
گوردون مور، یکی از بنیانگذاران شرکت اینتل، دکتری تخصصی ۱۹۵۴
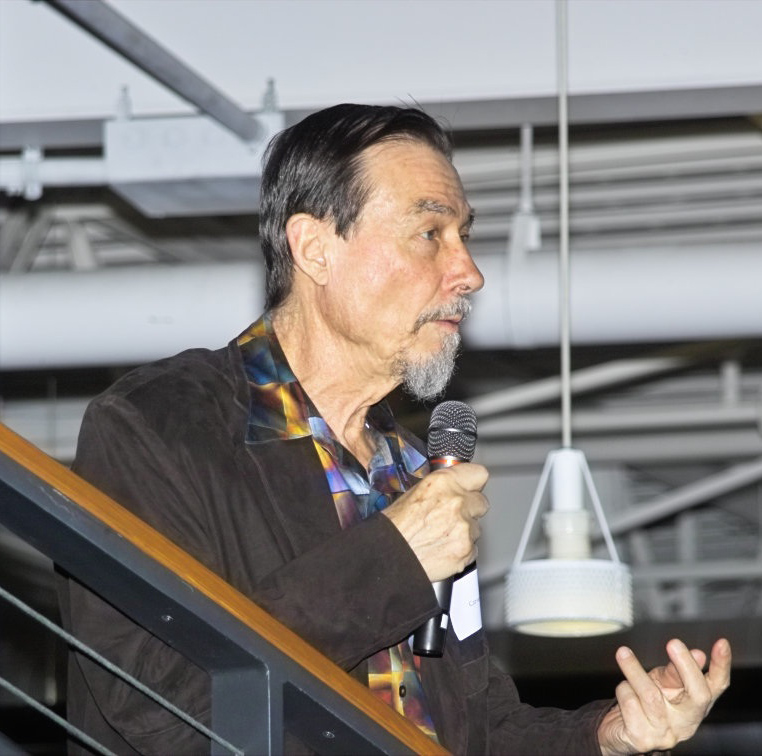
کارور مید، برنده مدال ملی فناوری و نوآوری , لیسانس ۱۹۵۶، فوق لیسانس ۱۹۵۷، دکتری تخصصی ۱۹۶۰
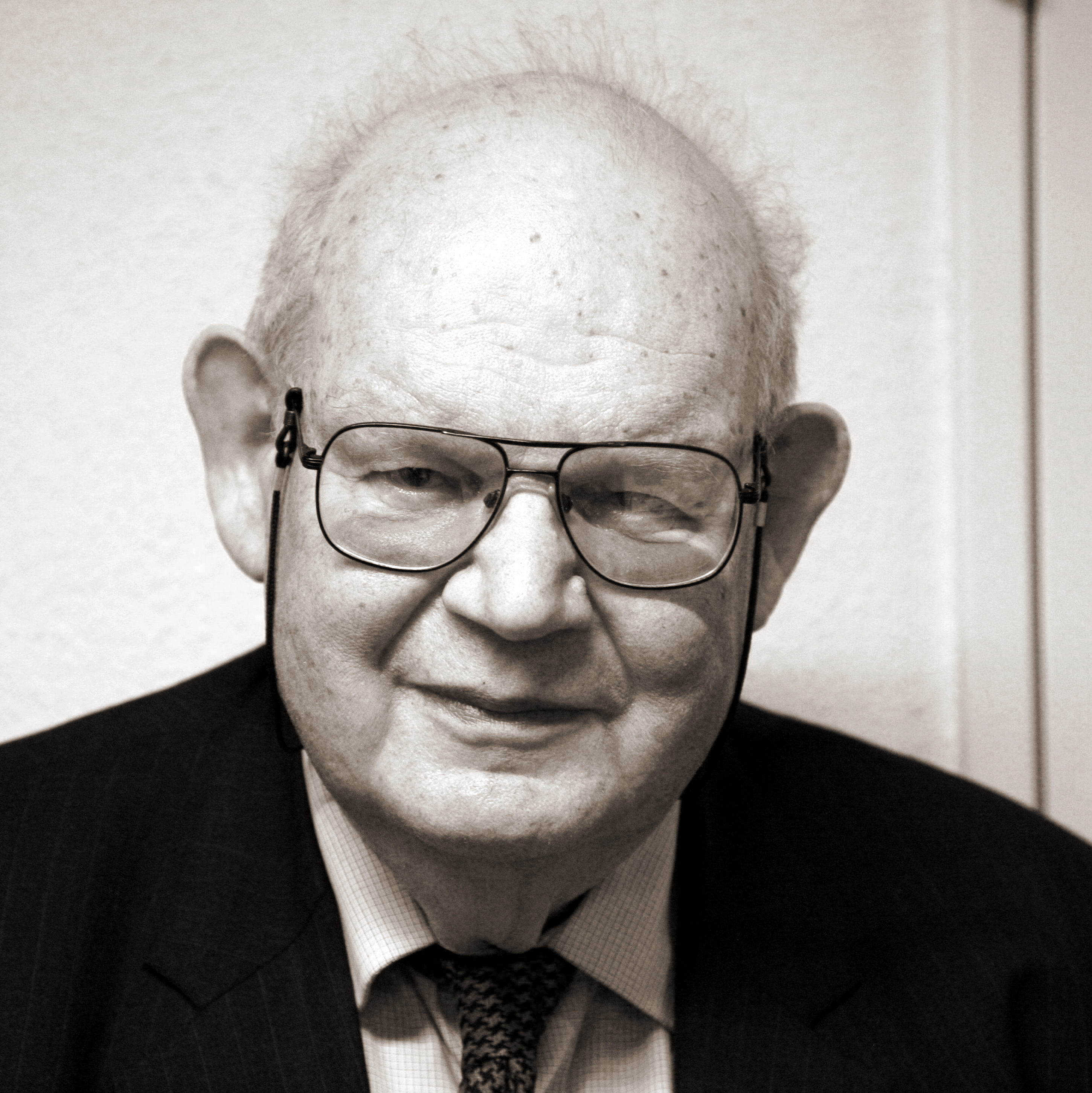
بنوا مندلبرو، پدر فرکتال، نامگذاری مجموعه مندلبرو برای پاسداشت او، فوق لیسانس ۱۹۴۸
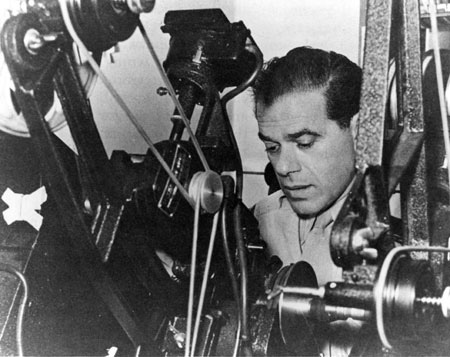
فرانک کاپرا، برنده شش جایزه اسکار در بخش های کارگردانی، تهیه کننده، تولید  و مدیر فیلم چه زندگی شگفت انگیزی ، مهندسی شیمی ۱۹۱۸ (زمانی که کالتک به عنوان «مؤسسه تروپ» شناخته می شد)
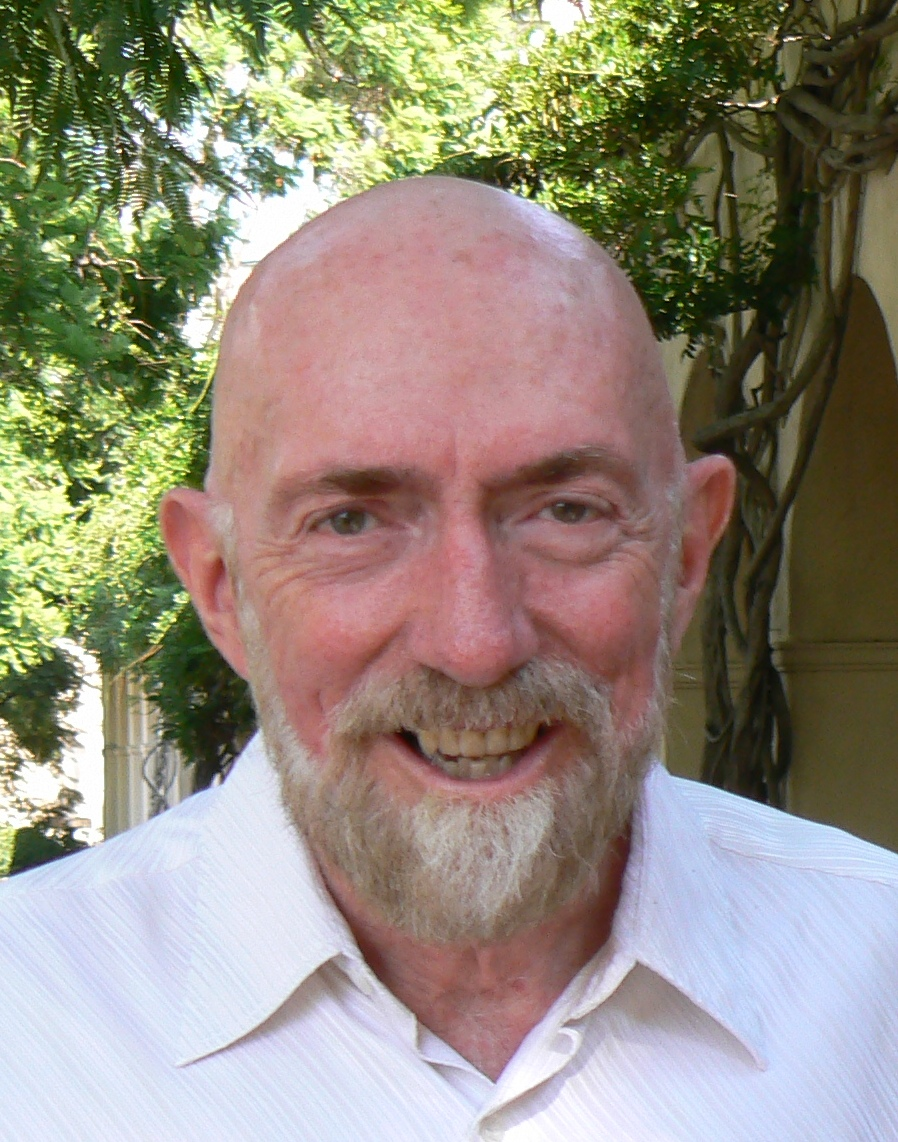
کیپ تورن، شناخته شده برای مشارکت پربار خود در فیزیک گرانشی و اخترفیزیک، بنیانگذار رصدخانه موج گرانشی تداخل لیزری، لیسانس ۱۹۶۲
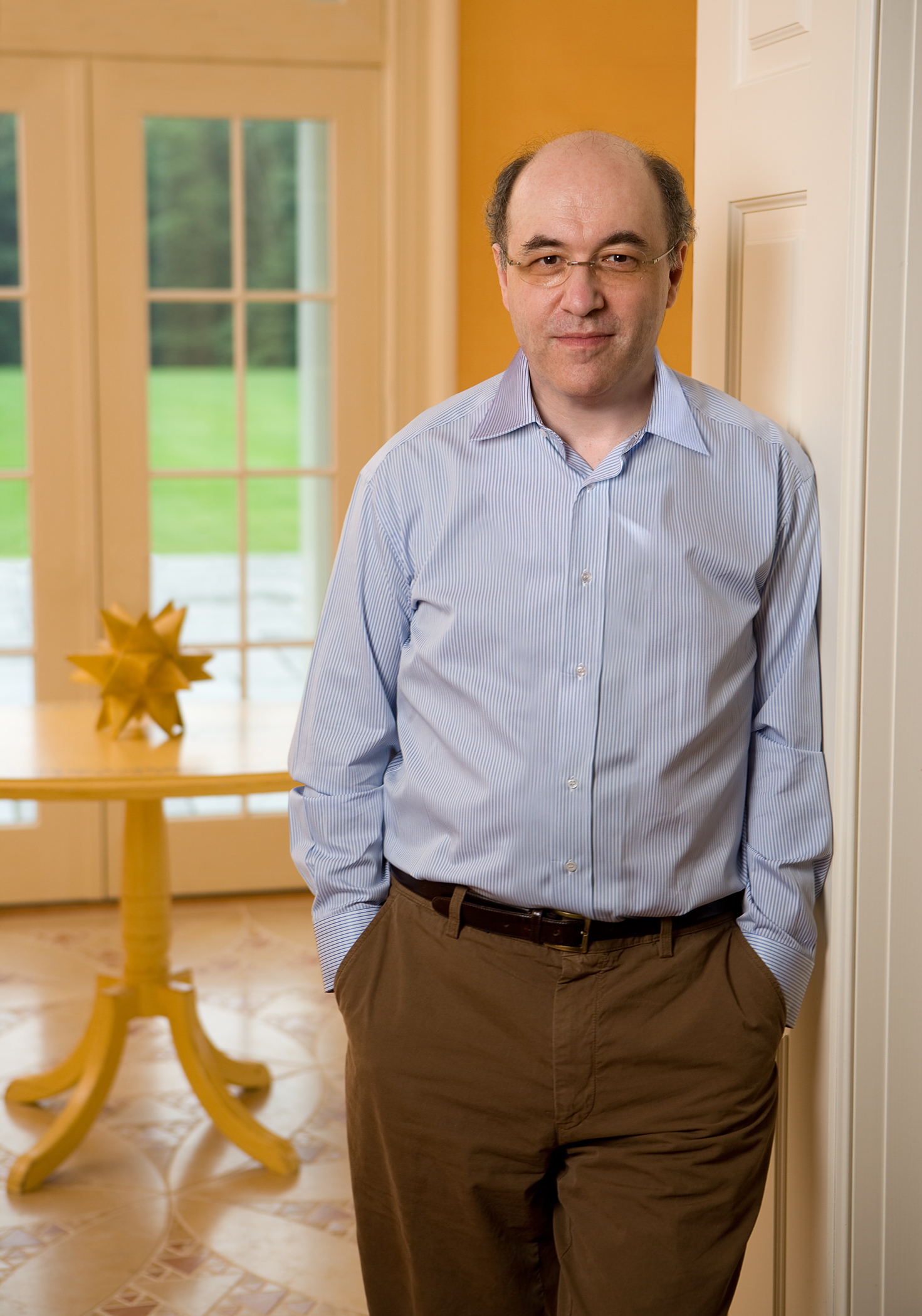
استیون ولفرم، خالق متمتیکا و ولفرم آلفا، یکی از اولین یاران مک آرتور در ۱۹۸۱، دکتری تخصصی ۱۹۷۹
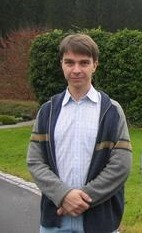
استانیسلاف اسمیرنف، برنده جایزه فیلدز در سال ۲۰۱۰ برای کوشش در ریاضیات بنیان‌های فیزیک به ویژه مدل‌های شبکه محدود، دکتری ۱۹۹۶